# Samworth Brothers

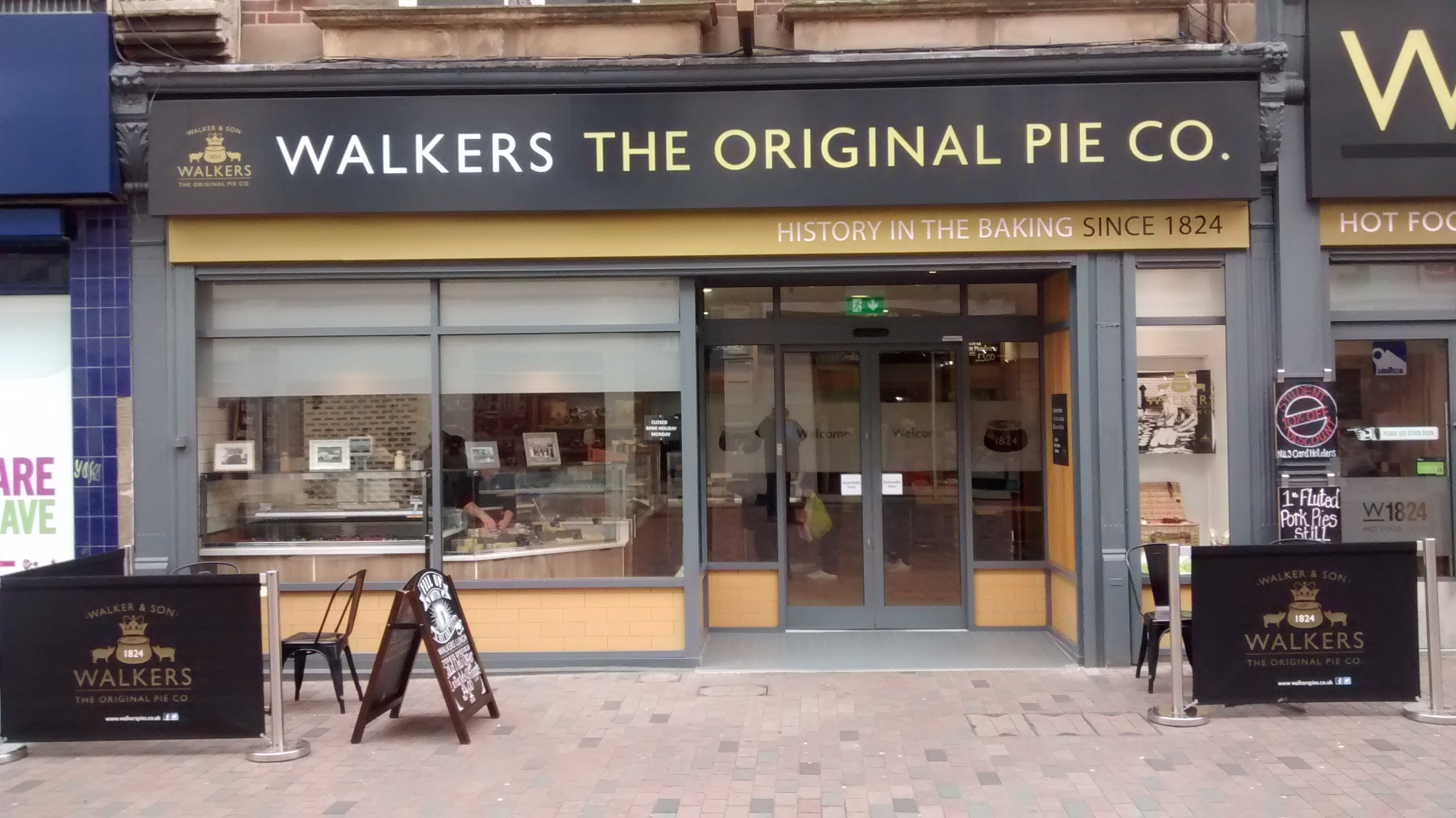
Firmowy sklep w Leicester

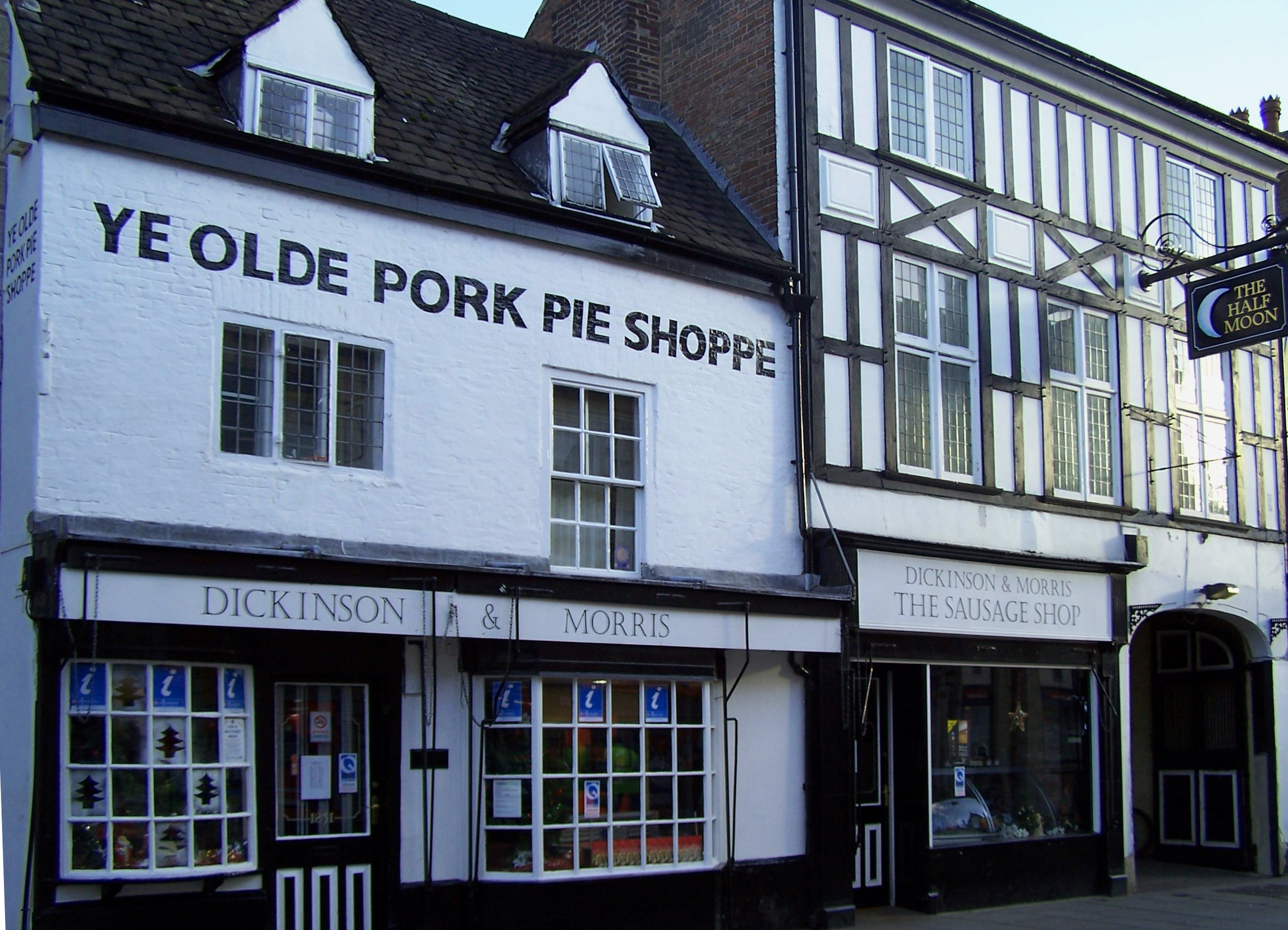
Sklep firmy Samworth Brothers

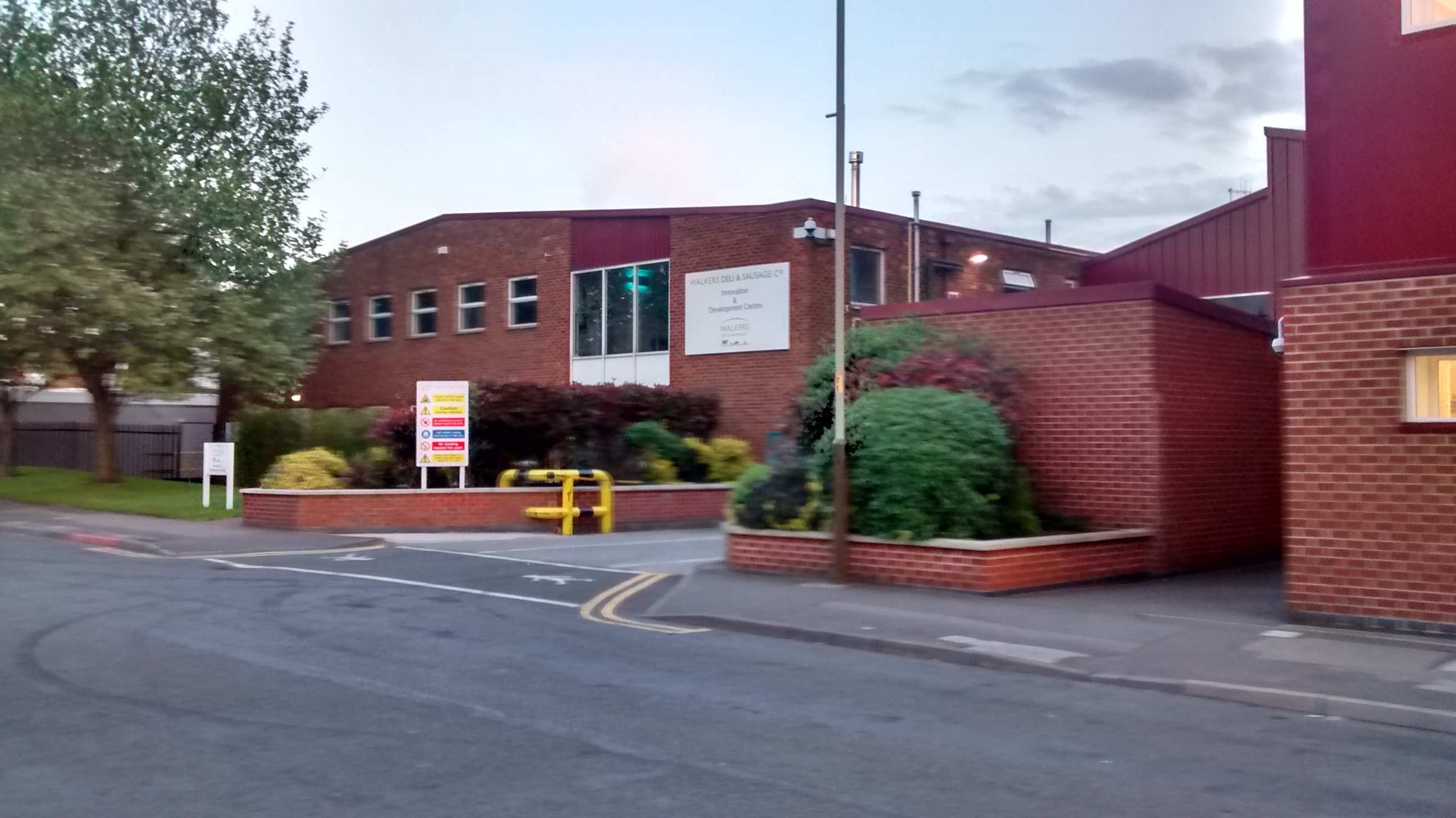
Biuro Walkers Deli & Sausage firmy Samworth Brothers

Samworth Brothers (z ang. Bracia Samworth) – brytyjskie przedsiębiorstwo zajmujące się produkcją żywności, powstało w 1896 w mieście Leicester, notowane na brytyjskiej giełdzie papierów wartościowych od 1971 r.
Przedsiębiorstwo stworzył George Samworth. Syn sir David Samworth został głównym właścicielem, akcjonariuszem firmy. Po przejściu na emeryturę działalność firmy przejęło dwóch synów – Frank Samworth i John Samworth.
Obecnie firma Samworth Brothers zajmuje się produkcją wędlin, kiełbas, kanapek, sałatek, ciast oraz deserów.
Przedsiębiorstwo jest czołowym dostawcą do brytyjskich sieci handlowych m.in.: Tesco, Waitrose, Marks & Spencer.

## Firmy Samworth Brothers
Korporacja Samworth Brothers posiada kilkanaście oddziałów w Anglii produkujące artykuły spożywcze:
- Blueberry Foods – produkcja deserów
- Bradgate Bakery & Coldcall – produkcja kanapek
- Charnwood – piekarnia ciast z mięsem
- Dickinson Morris – produkcja ciast z mięsem
- Kensey Foods – produkcja ciast
- Kettleby Foods – produkcja cist i placków ziemniaczanych
- Ginsters – produkcja ciast
- Melton Foods – tosty, kanapki
- Walkers Deli & Sausage – produkcja kiełbas, wędlin
- Saladworks – produkcja sałatek
- Samworth – dystrybucja, transport
- Tamar Foods – regionalne przekąski
- Westward Laboratories – laboratorium żywności Samworth Brothers

## Dystrybucja

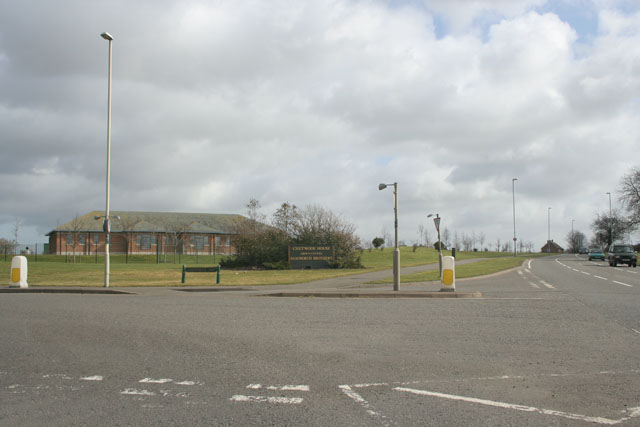
Budynek biura firmy Samworth Brothers w Melton Mowbray

Firma posiada dystrybucje, logistykę w siedmiu miastach Wielkiej Brytanii:
- Leicester
- Bristol
- Callington
- Durham
- Penrith
- Droitwich
- Bracknell